# Atelier Kempe Thill
Atelier Kempe Thill ist ein deutsch-niederländisches Architekturbüro, das 2000 von André Kempe und Oliver Thill in Rotterdam gegründet wurde.

## Partner
André Kempe (* 1968 in Freiberg) studierte von 1990 bis 1996 Architektur an der TU Dresden und arbeitete anschließend bis 1997 bei Frits van Dongen und bei de Architecten Cie in Amsterdam und bis 2000 bei Karelse van der Meer in Rotterdam. Er war 1999 Gastlektor an der TU Delft, der Akademie für Baukunst Arnhern und an der Akademie für Baukunst Rotterdam. Kempe lehrte als Gastprofessor an der EPF Lausanne, als Internationaler Gastprofessor an der Peter Behrens School of Arts (2016), der TU Berlin und seit 2020 als Professor an der Leibniz Universität Hannover.
Oliver Thill (* 1971 in Karl-Marx-Stadt) studierte von 1990 bis 1996 Architektur an der TU Dresden und arbeitete anschließend bis 1997 bei Frits van Dongen und bei de Architecten Cie in Amsterdam und bis 2000 bei Karelse van der Meer in Rotterdam. Er war 1999 Gastlektor an der TU Delft, der Akademie für Baukunst Arnhern, der Akademie für Baukunst Rotterdam und am Berlage Institut Rotterdam. Thill lehrte als Gastprofessor an der EPF Lausanne, als Internationaler Gastprofessor an der Peter Behrens School of Arts (2016), am Polytechnikum Mailand, der TU Berlin und seit 2020 als Professor an der Leibniz Universität Hannover. Er schrieb für die italienische Architekturzeitschrift San Rocco.

## Bauwerke

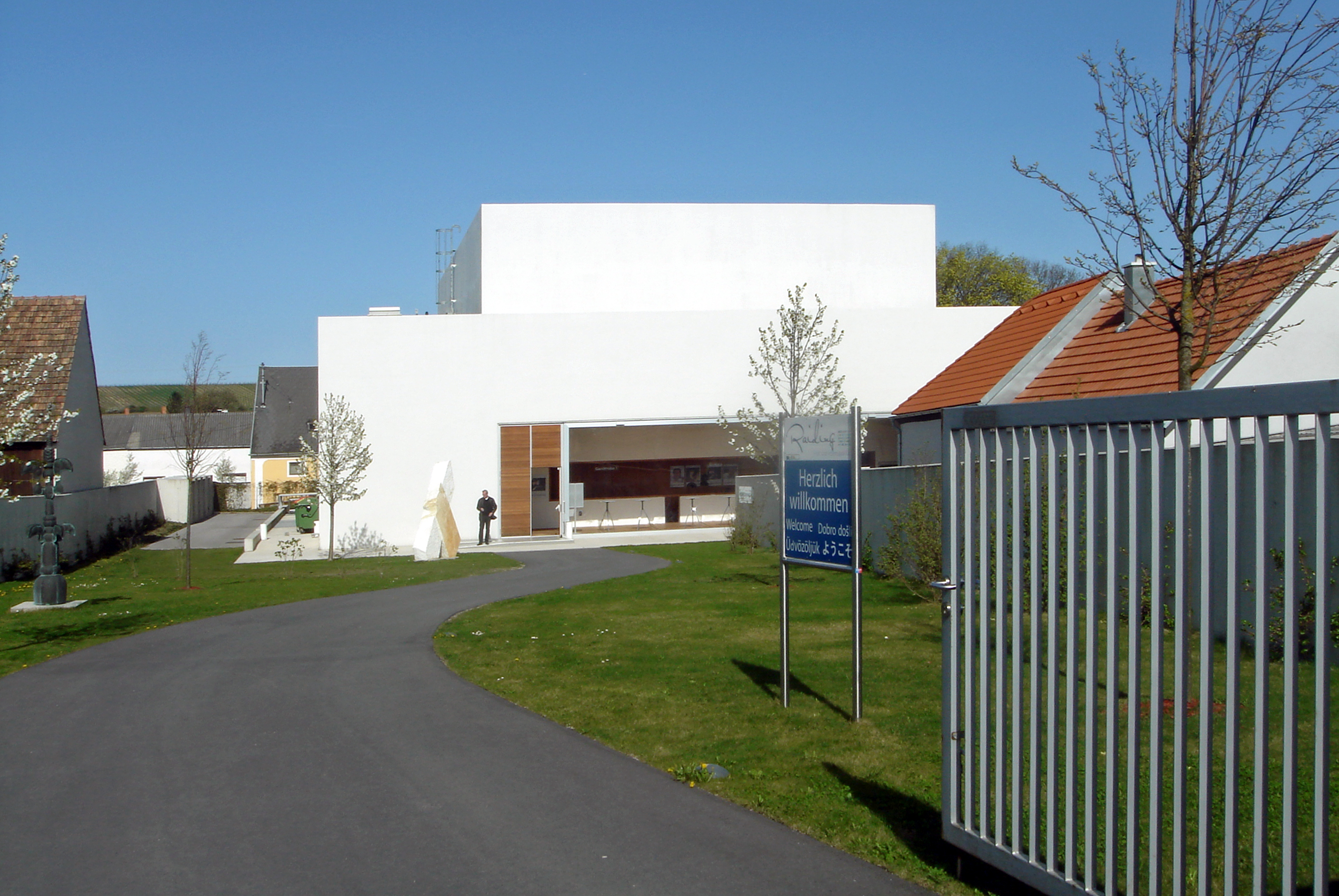
Franz Liszt Konzerthaus, Raiding

Eine Auswahl von Kempe Thills Bauwerken wurden von Ulrich Schwarz fotografiert.
- 2001: Ausstellungs-Pavillon Lightbuilding, Rotterdam
- 2005: Reihenhäuser, Roosendaal
- 2006: Franz-Liszt-Konzerthaus, Raiding[1][2]
- 2008: Stadthäuser, Amsterdam-Osdorp[3]
- 2008: Housing, Amsterdam-Ijburg
- 2009: Hiphouse Zwolle, Holtenbroek
- 2009: Theaterpodium Grotekerkplein, Rotterdam[4]
- 2017–2019: Wohn- und Geschäftshaus, Antwerpen[5][6][7]

## Auszeichnungen und Preise
- 2003: Bauwelt Preis für Light Building, Rotterdam[8]
- 2005: Maaskant-Preis für junge Architekten
- 2008: Architekturpreis des Landes Burgenland für Franz Liszt Konzerthaus, Raiding[9]
- 2009, 2011, 2013, 2015, 2022, 2024: Nominierungen – Mies van der Rohe Preis[10][11][12][13][14][15][16]
- 2014: Erwähnung – Philippe Rotthier European Prize for Architecture für Open-Air-Theater, Rotterdam
- 2015: Nominierung – Schelling-Architekturpreis

## Bücher
- Atelier Kempe Thill. Hatje Cantz Verlag, Ostfildern 2012 mit Beiträgen von Kaye Geipel, Pier Vittorio Aureli, Pier Paolo Tamburelli, Johannes Kuehn, Wilfried Kuehn, Simona Malvezzi, Kersten Geers
- André Kempe, Oliver Thill (Hg.): Atelier Kempe Thill. Villa Urbaine. Hatje Cantz Verlag, Ostfildern 2017
- André Kempe, Oliver Thill (Hg.): Atelier Kempe Thill 2. Hatje Cantz Verlag, Berlin 2024 mit Beiträgen von Eric Lapierre, Christophe Van Gerrewey, Andreas Ruby, Roberto Gargiani, Kaye Geipel und einem Interview mit Manfred Zumpe